# نیکول د بوئر
 نیکول د بوئر (انگلیسی: Nicole de Boer؛ زادهٔ ۲۰ دسامبر ۱۹۷۰) یک بازیگر سینما، و هنرپیشه اهل کانادا است. وی از سال ۱۹۸۱ میلادی تاکنون مشغول فعالیت بوده‌است.
از فیلم‌های معروف او می‌توان به بازی در مجموعه منطقه مرده و رده ایکس اشاره کرد.